# Севернокавкаски федерални округ
Севернокавкаски федерални округ је један од осам федералних округа Русије. Налази се на југу државе и претходно је био у саставу Јужног федералног округа (који се и сам од 13. маја до 21. јуна 2000. звао Севернокавкаски федерални округ).

## Федерални субјекти
| Севернокавкаски федерални округ | Севернокавкаски федерални округ | Севернокавкаски федерални округ     | Севернокавкаски федерални округ |
| #                               | Застава                         | Федерални субјект                   | Административни центар          |
| ------------------------------- | ------------------------------- | ----------------------------------- | ------------------------------- |
| 1                               | Дагестан                        | Република Дагестан                  | Махачкала                       |
| 2                               | Ингушетија                      | Република Ингушетија                | Магас                           |
| 3                               | Кабардино-Балкарија             | Кабардино-Балкарска Република       | Наљчик                          |
| 4                               | Карачајево-Черкезија            | Карачајево-Черкеска Република       | Черкеск                         |
| 5                               | Северна Осетија — Аланија       | Република Северна Осетија — Аланија | Владикавказ                     |
| 6                               | Ставропољска Покрајина          | Ставропољска Покрајина              | Ставропољ                       |
| 7                               | Чеченија                        | Чеченска Република                  | Грозни                          |